# 教育電視廣播電台
教育電視廣播電台（英語：Network of Educational Television），簡稱教育電視台、教育電視、教視、NETV，是中華民國教育部國立教育資料館旗下曾經存在的電視台，也是台灣公共廣播電視集團旗下成員中華電視公司（華視）的前身。教育電視台是實驗性質的電視台，而且可收視地區不廣，所以並不被大多數的台灣電視史專書認為是台灣第一家電視台；嚴格來講，教育電視台為台灣第一家非商業性、純屬教育實驗性電視台。

## 歷史

教育電視廣播電台攝影機

1956年，教育部部長張其昀任內即有設立教育電視台之倡議。1958年，國立教育資料館館長劉先雲在台北市南海路籌建館舍時，即預定以館舍七至八樓為教育電視台總部。1961年8月25至31日，行政院於陽明山舉辦第二次「陽明山會談」，教育部部長黃季陸提出教育電視台設台建議；會談決議，建議從速設立教育電視台，並請行政院核定教育電視台建台計畫。
1961年11月，教育部指定國立教育資料館與國立交通大學電子工程研究所合作創辦教育電視台；同月，慶祝中國工程師學會成立50週年，國立交通大學電子工程研究所師生在李恆鉞主持設計下，共同完成台灣第一家實驗電視台。在新竹實驗時，拉置天線導線時不慎將實驗台上已裝設完成的一級放大器摔下，因此耽擱2日，延至1961年11月6日完成安裝試播準備工作。1961年11月7日與11月9日，國立交通大學10餘位工作人員分2批先後抵達台北市南海路國立臺灣科學館（1962年更名為國立臺灣科學教育館）七樓，架設天線，成立發射台；工程人員每日以中型吉普車載運天線接收機測試發射台訊號，從台北新公園、中山堂至圓山都能調整接收清晰影音。1961年11月11日至14日，試播3日，成效良好。
1961年12月，教育部擬定教育電視台分期發展計畫，經行政院核定，責成國立教育資料館籌設教育電視台。1962年1月1日，教育電視台籌備處成立，聘請劉先雲、潤生、王之珩、李恆鉞、李寶和、旭步、宋乃翰、俞祖禎、袁覲賢、張乃維、傅敏中、趙冠先、鄧昌國、劉浩春、劉家駿、賴順生、龍名登等17人為籌備委員，卜立輝、尹強、王撫洲、李潔、李熙謀、劍虹、周天固、周宏濤、徐鼐、徐鉅昌、張仲智、陳樹人、費驊、劉真、潘鎮球、蔣彥士、鄧義持、盧毓駿、謝惠、謝然之、魏景蒙等21人為顧問，劉先雲擔任主任委員，國立交通大學電子工程研究所與中國電視工程傳習所分別負責工程部門與節目部門，光啟文教視聽節目服務社提供器材與技術支援，行政院美援運用委員會與國家長期發展科學委員會撥款補助部分經費。1962年2月14日，教育部第四屆全國教育會議在國立藝術館開幕，教育電視廣播實驗電台開播，使用國立交通大學電子工程研究所師生自製之100瓦電視發射機，涵蓋範圍約10公里，使用第三頻道，節目設計以綜合性及趣味化為原則，而以實施社會教育為主要目標，實驗教學節目僅佔30%。1963年12月1日，教育電視廣播實驗電台改名教育電視廣播電台，改用國立交通大學電子工程研究所師生自製之1000瓦電視發射機，發射台設於圓山山頂，節目製作地點為國立教育資料館七樓，涵蓋範圍約50公里，可收視地區為鶯歌鎮、淡水鎮、陽明山、汐止鎮、新店鎮、木柵一帶，提升影音清晰度；並計劃在全台灣選擇適當地點增設8個轉播站且在花蓮縣、台東縣各設立1個分台，每個轉播站各設置一套轉播設備轉播總台節目，每個分台各以錄影設備轉播總台節目。
1962年2月14日至1962年6月30日，教育電視廣播實驗電台每日播2小時節目，每日19時30分開播、21時30分收播。1962年7月1日，教育電視廣播實驗電台改為每日播3小時節目，每日19時整開播、22時整收播。以後由於增加學校教學實驗節目，教育電視廣播實驗電台改為每日13時30分至14時30分播出教學實驗節目、19時整至21時整播出一般節目，故仍然維持每日播3小時節目。1963年春季，教育電視廣播實驗電台獲得國家長期發展科學委員會補助，與國立政治大學合作從事電視教學的實驗研究，選定台北市6間國民小學（東門國小、福星國小、北師附小、女師附小、國語實小、政大實小）為實驗對象，經過調查、統計與分析後認為電視在教學上頗有成效；教育電視廣播實驗電台改為每週一至週六12時50分開播、16時10分收播，每週日因加播電視劇而延長為12時50分開播、16時40分收播。
教育電視廣播電台改名後初期，節目內容為學校教育與社會教育各半；社會教育著重語言教學、家庭生活、新聞報導、政令宣導及社會服務，並以工商技藝與科學新知等節目配合國家經濟發展。1965年5月，教育部社會教育司指定台北商業職業學校與教育電視台試辦電視空中教學課程。1966年，台北商業職業學校開辦空中學校，教育電視廣播電台配合每日播出三節空中學校節目。
1968年初，國防部總政治作戰部副主任王昇提議創建第三家電視台，國防部與教育部洽談取得合作意願。1968年12月6日，國防部部長蔣經國與教育部部長閻振興同意，基於下列需要，兩部合作將教育電視廣播電台擴建為中華電視台：
1. 中華民國國民教育已延長為九年，由於高中以上學校容量有限，青少年失學問題日益嚴重；教育部認為，擴建第三家電視台，並建立電視網，可辦理空中學校以教育失學青少年，並可達成「讀書不脫離生產」的理想，以極少的師資獲得普遍的功效。
2. 中華民國國軍推行多年且具實效的愛國教育、隨營補習教育、後備軍人教育、退除役官兵就業輔導教育、康樂活動等，因各部隊駐地分散，師資難求，推行時也產生許多困難；國防部認為，如運用電視統一教學，將可收事半功倍之效。
3. 教育電視廣播電台的設備與經費至為拮据，如不及時作適切更張，殊不易達成其所負使命。[8]

1970年2月16日，行政院原則決定投資新台幣一億元，將教育電視廣播電台擴建為中華文化電視公司（後更名為中華電視台）。1970年5月，行政院第117次院會核准中華電視台建台計畫立案。1971年1月31日，中華電視台正式成立。1971年6月30日，隨著五十九學年度結束，教育電視廣播電台走入歷史。

## 節目表範例
1968年10月1日教育電視廣播電台實施的每週一至週六節目表：
| 開播時間 | 星期一             | 星期二             | 星期三             | 星期四             | 星期五             | 星期六             |
| -------- | ------------------ | ------------------ | ------------------ | ------------------ | ------------------ | ------------------ |
| 12:50    | 檢驗圖、國歌、台聲 | 檢驗圖、國歌、台聲 | 檢驗圖、國歌、台聲 | 檢驗圖、國歌、台聲 | 檢驗圖、國歌、台聲 | 檢驗圖、國歌、台聲 |
| 12:58    | 節目報告           | 節目報告           | 節目報告           | 節目報告           | 節目報告           | 節目報告           |
| 13:00    | 高商珠算           | 高商簿記           | 高商數學－代數     | 商業概論           | 高商數學－代數     | 高商簿記           |
| 13:20    | 高商珠算           | 高商會計           | 經濟地理           | 高商數學－三角     | 高商會計           | 廣告畫             |
| 13:40    | 高商珠算           | 銀行會計           | 商業算術           | 高商數學－幾何     | 商業算術           | 銀行會計           |
| 14:00    | 中年級 生活與倫理  | 四年級 自然        | 三年級 自然        | 五年級 自然        | 六年級 自然        | 低年級 生活與倫理  |
| 14:20    | 教育影片           | 教育影片           | 教育影片           | 教育影片           | 教育影片           | 教育影片           |
| 14:40    | 四年級 自然        | 中年級 生活與倫理  | 五年級 自然        | 三年級 自然        | 低年級 生活與倫理  | 六年級 自然        |
| 15:00    | 法文               | 西班牙文           | 德文               | 法文               | 德文               | 兒童時間           |
| 15:10    | 初級英文           | 中級英文           | 初級英文           | 中級英文           | 高級英文           | 教育影片           |
| 15:20    | 新聞、氣象         | 新聞、氣象         | 新聞、氣象         | 新聞、氣象         | 新聞、氣象         | 新聞、氣象         |
| 15:30    | 節目預告、台聲     | 節目預告、台聲     | 節目預告、台聲     | 節目預告、台聲     | 節目預告、台聲     | 節目預告、台聲     |

1968年10月1日教育電視廣播電台實施的每週日節目表：
| 開播時間 | 星期日             |
| -------- | ------------------ |
| 12:50    | 檢驗圖、國歌、台聲 |
| 12:58    | 節目報告           |
| 13:00    | 工藝               |
| 13:20    | 高商數學－三角     |
| 13:40    | 高商數學－幾何     |
| 14:00    | 兒童天地           |
| 14:20    | 教育影片           |
| 14:40    | 與君同樂           |
| 15:00    | 教育影片           |
| 15:20    | 新聞、氣象         |
| 15:30    | 節目預告、台聲     |